# Карадазький природний заповідник

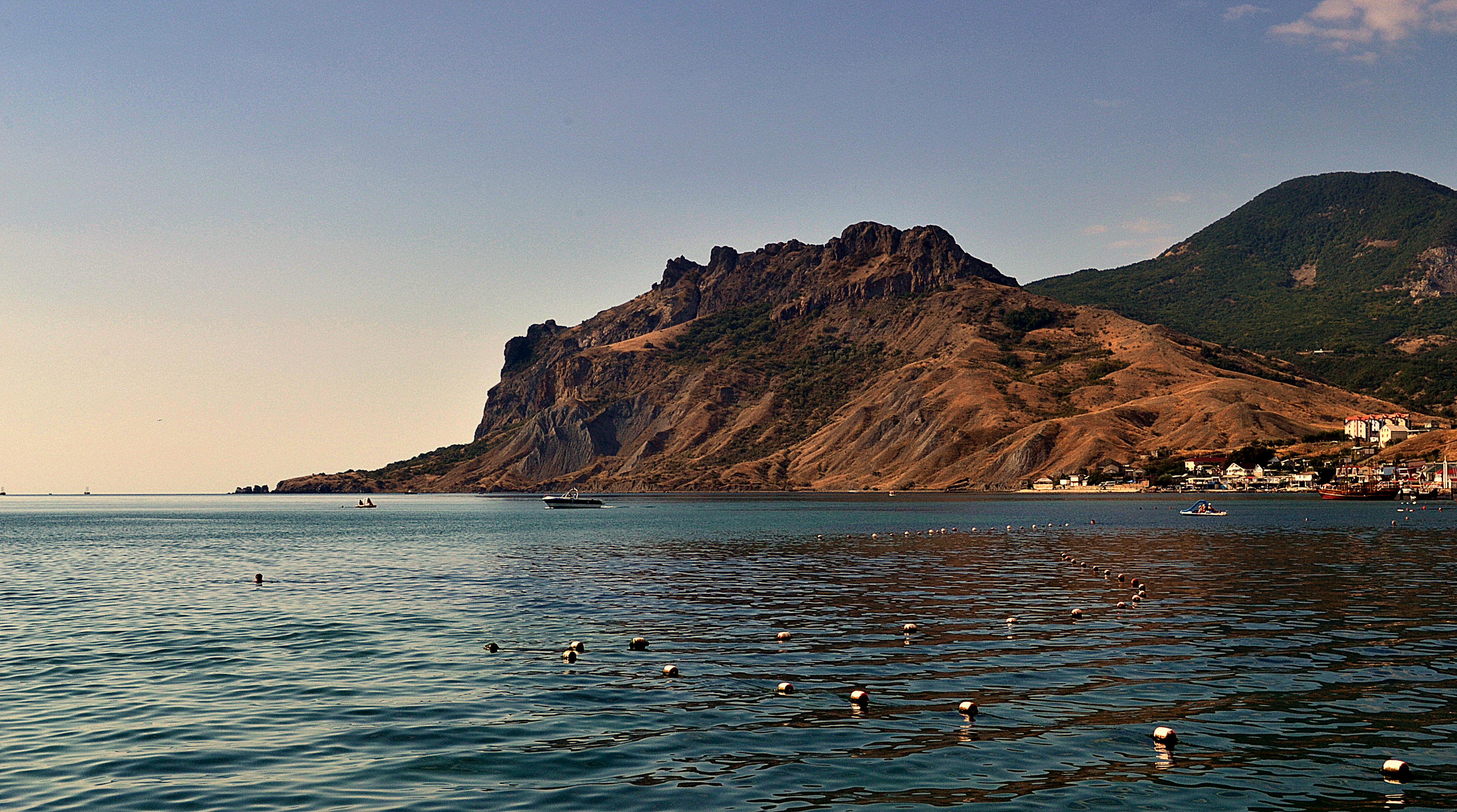

Карада́зький приро́дний запові́дник (крим. Qaradağ tabiat qoruğı) — заповідник, розташований у південно-східній частині Кримського півострова за 36 км на південний захід від Феодосії між Отузькою (на південному заході) і Коктебельською (на північному сході) долинами, між населеними пунктами Коктебель, Щебетовка, Курортне.

## Історія
Був створений з ініціативи Академії наук Української РСР на базі Карадазької наукової станції імені Т. І. В'яземського 9 серпня 1979 року. Площа заповідника — 2874 га, у тому числі 809 га акваторії Чорного моря. Директор заповідника Морозова Алла Леонтіївна, кандидат біологічних наук. Юридична адреса 98188, АРК, Феодосія, с. Курортне, вул. Науки, 24.
У 1997 році заповіднику надано статус юридичної особи. З 2001 року рослинно-тваринний комплекс Карадазького природного заповідника та фонд стародруків (XVII—XIX століть) бібліотеки заповідника визнано національним надбанням України. Заповідник входить до переліку територій, що є важливими для збереження різноманітності птахів. З 2004 року «Аквально-скельний комплекс Карадагу» занесений до Рамсарського переліку водно-болотних угідь міжнародного значення.
Після окупації Криму РФ у березні 2014 р.заповідник зберіг статус наукової установи, пройшов перереєстрацію відповідно до норм законодавства Російської Федерації і отримав назву «державна бюджетна установа науки і охорони природи Республіки Крим „Карадазький природний заповідник“». Засновником є Державний комітет з лісового та мисливського господарства окупаційної «Республіки Крим». 09 грудня 2015 року на згідно з розпорядженням Уряду Російської Федерації від 07.09.2015 р. № 1743-р на базі майнового комплексу ДБУ НОП РК «Карадазький природний заповідник» було створено Федеральне державне бюджетна установа науки «Карадазька наукова станція ім. Т. і. Вяземського-природний заповідник РАН». Таким чином Карадазький заповідник повернув собі статус академічної установи в структурі ФАНО Росії-РАН.

## Природні умови
За фізико-географічним районуванням територія заповідника відноситься до Кримського гірсько-лісового краю Кримської гірської ландшафтної країни, а рослинність згідно з геоботанічним районуванням — до Гірськокримського округу Гірськокримської підпровінції Євксинської провінції Середземноморської лісової області. Належит до природної зони Кримських гір
Ландшафт заповідника особливо вражає своєю незвичайністю і самобутністю. У заповіднику охороняється єдиний у Європі масив юрського періоду з типовими рисами вулканічної діяльності, до якого підходять степи рівнинного Криму. Вулкан Карадаг (Чорна гора) є природним музеєм мінералів — сердоліку, халцедону, кришталю, аметисту, агату, опалу, яшми, різної форми і відтінків. Найвища вершина — гора Свята (577 м). Неоднорідні за походженням, і за віком гірські хребти: Береговий, Сюрю-Кая, Балали-Кая, Легенер, Ікилмак-Кая. З них найцікавіший хребет Береговий, який є надводним фрагментом гігантського масиву вулканічного походження. Основна частина цього масиву сьогодні розташовується на дні Чорного моря. Південна частина Берегового хребта прямовисно обривається в море, створюючи протягом 8 кілометрів звивисту берегову лінію, порізаний невеликими мальовничими бухтами з прозорою водою (Карадазька, Розбійницька, Блакитна, Прикордонна) і гротами (Шайтан, Ревіння). Величні скелі фантастичного вигляду (Іван-Розбійник, Золоті ворота, Маяк, Парус, Слон) завершують незвичайну природну картину.
Клімат Карадагу є перехідним від субсередземноморського до степового, помірно теплого, сухого, характерного для степової частини Криму. Середня температура лютого дорівнює +1,5 °C, липня — +23,8 °C при абсолютному максимумі +40 °C і мінімумі −24 °C. Період із сніговим покровом у прибережній зоні триває в середньому 21 день, а в горах — до 65 днів. Температура води в морі змінюється від 5 до 22 °C.

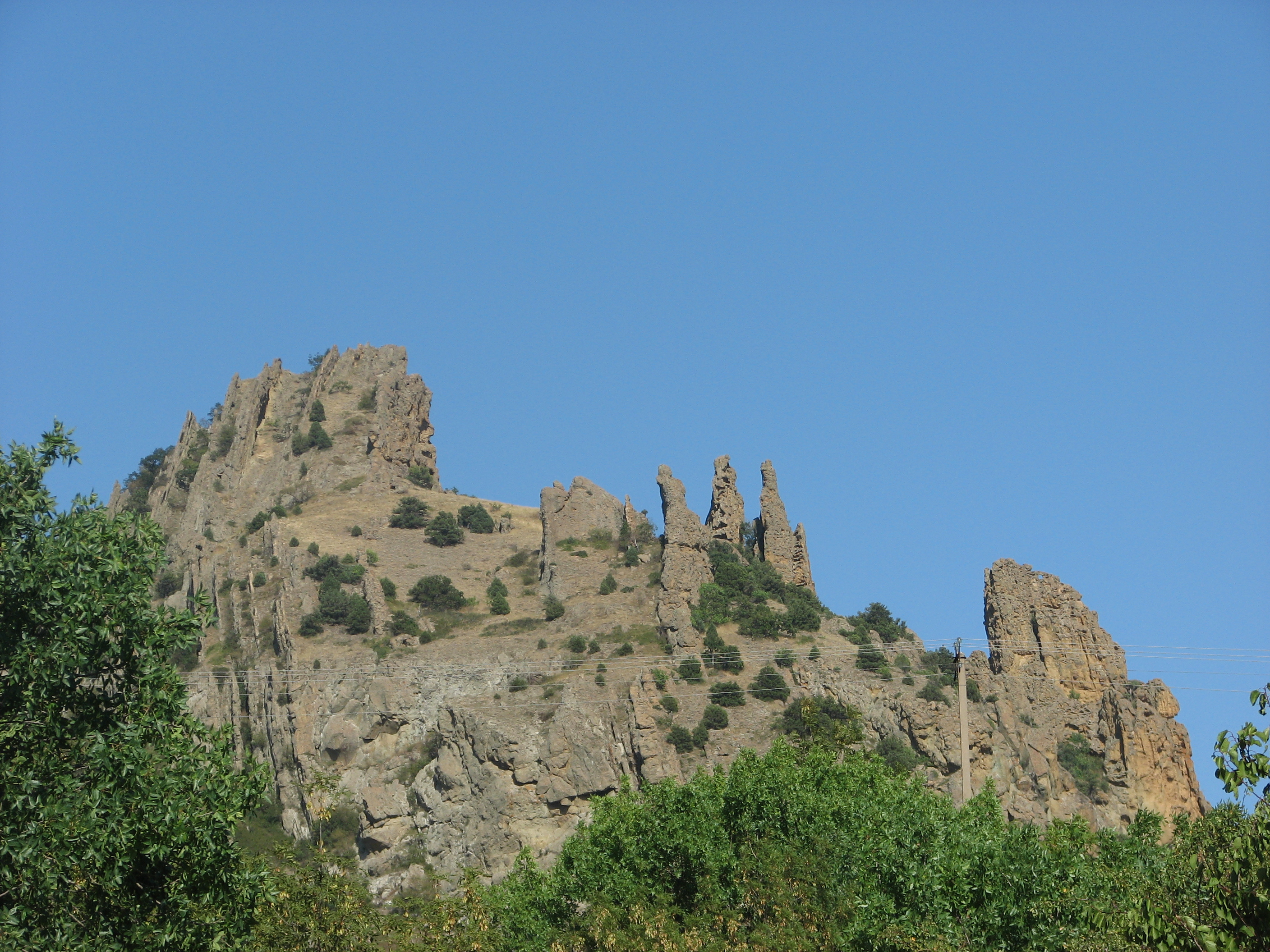
Масив «Король із королевою і їх свита в супроводі»

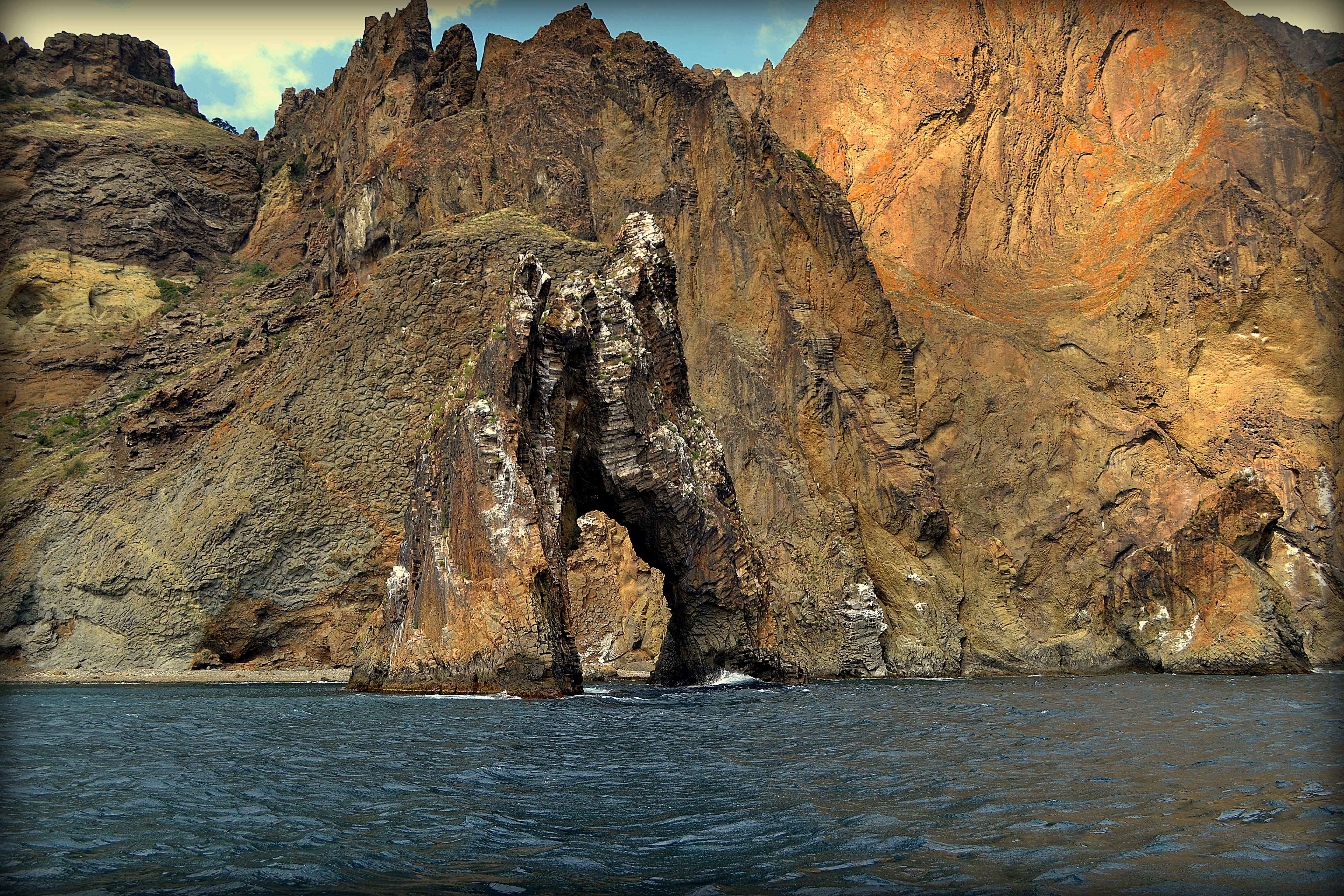
Золоті або Чортові Ворота

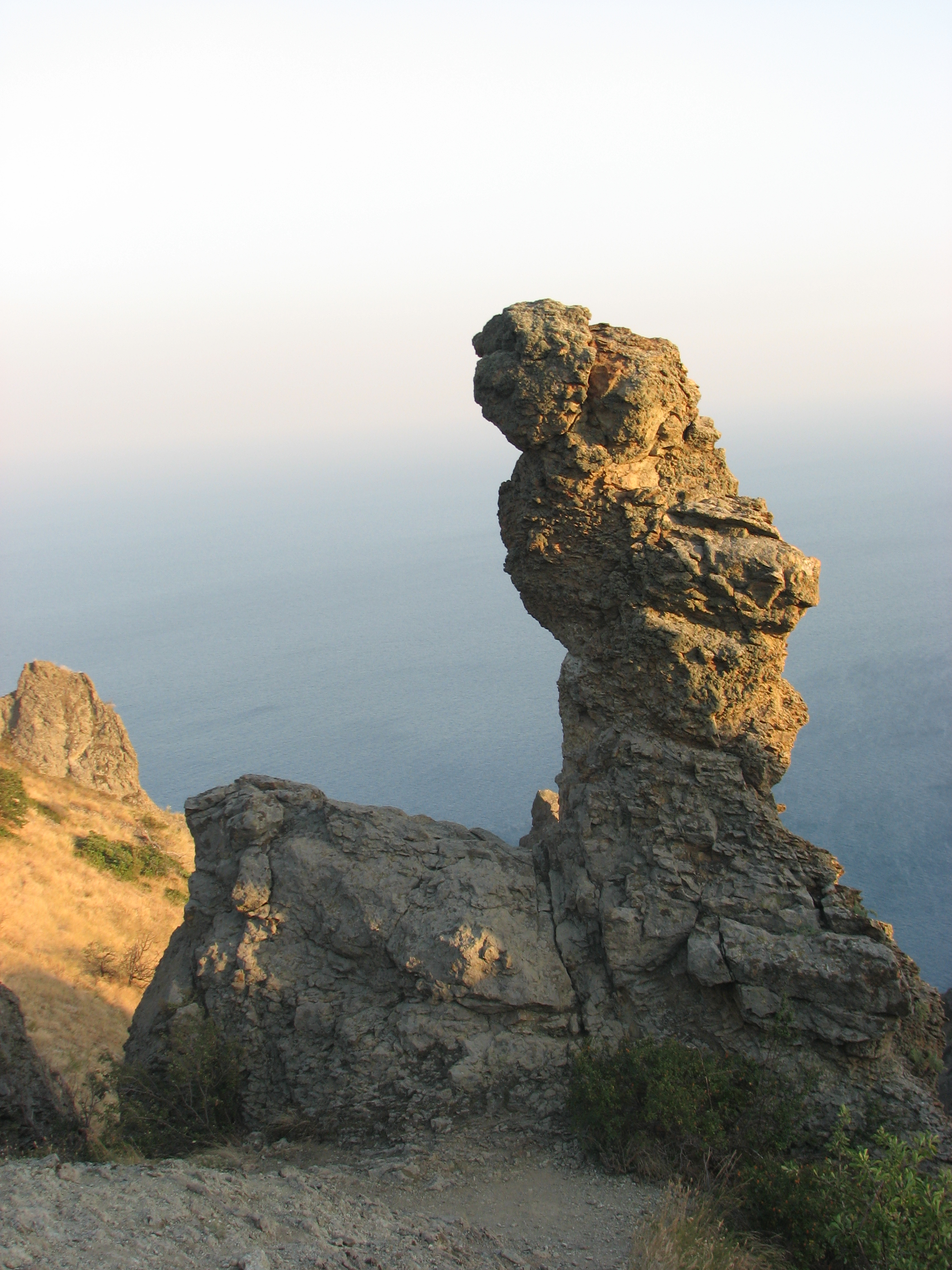
Скеля «Пряничний кінь»
- Скеля «Чортів палець»
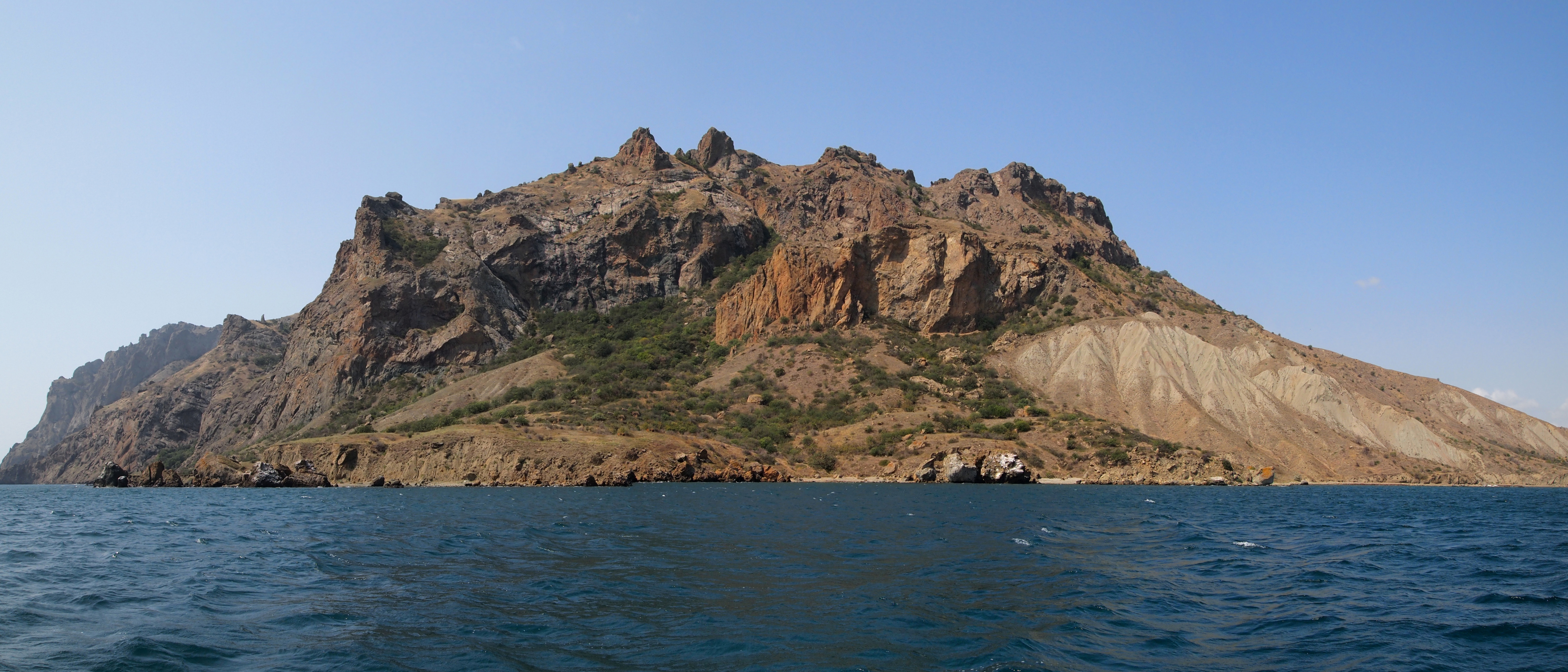
Вид із моря

## Біота
Заповідник є однією з територій найвищої пріоритетності для збереження біорізноманіття в Криму. Значення заповідника в збереженні флори (близько 3000 видів) і фауни (близько 5300 видів) величезне, адже на Карадазі можна зустріти половину кримських видів флори і фауни, які внесено до Червоної книги України, серед яких — релікти дольодовикової природи. Третина всіх кримських ендеміків живе на Карадазі.

### Флора

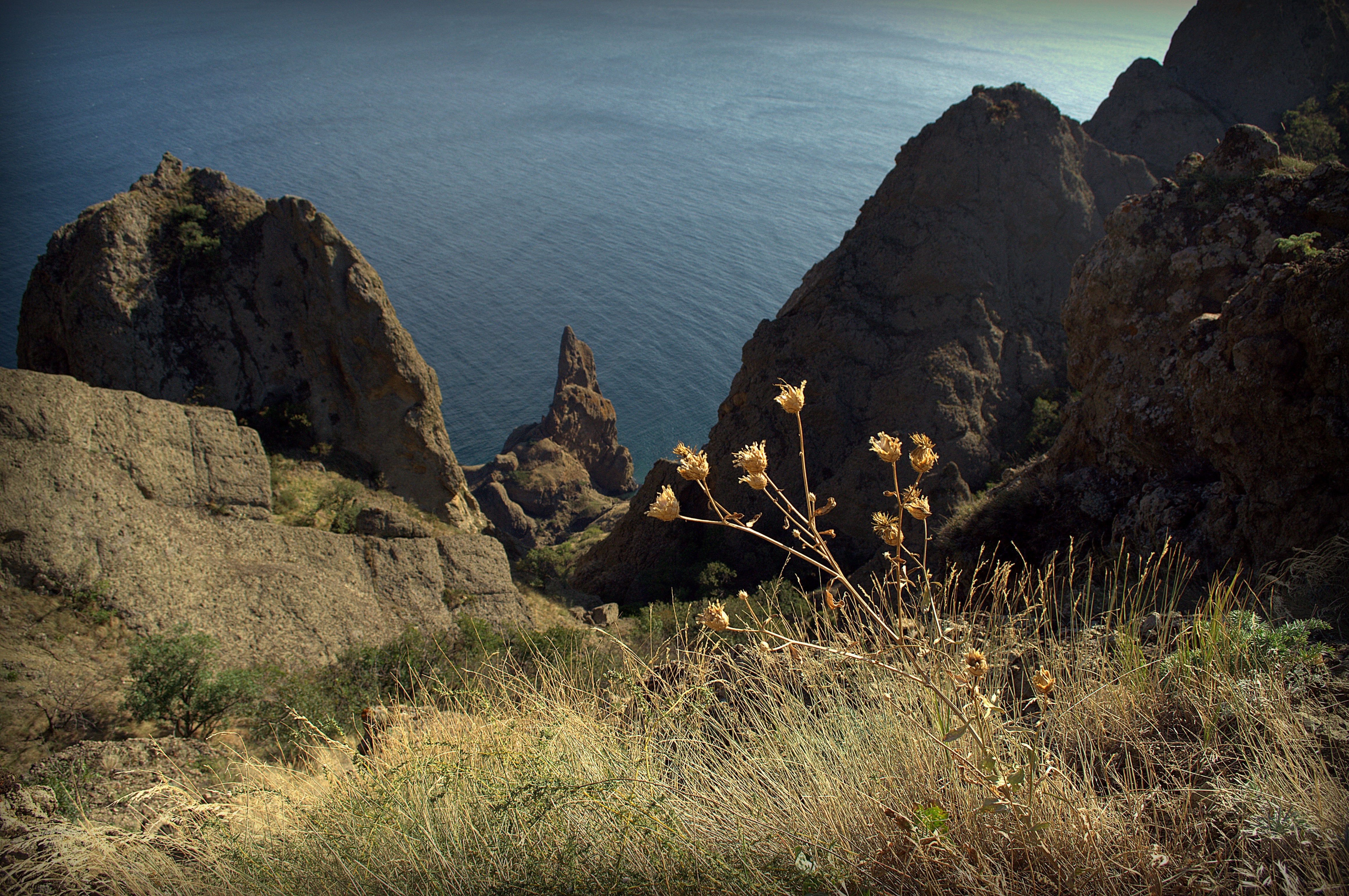
Скеля Іван-Розбійник

У заповіднику 859 видів водоростей, 313 — лишайників, 76 — мохів, 380 — грибів. З 1175 видів вищих судинних рослин заповідника (46 % кримської флори) велика кількість ендемічних рослин (52, з яких 24 включено до різних охоронних переліків) і рідкісних та зникаючих рослин (118). Серед них є карадазькі ендеміки — еремур Юнге, глід Пояркової тощо. 29 видів карадазької флори внесено до Європейського Червоного, 19 — до Міжнародного Червоного списку. 40 % площі заповідника займають ліси, що складаються з граба, ясена, сосни, дуба. Унікальними в заповіднику є карадазькі орхідеї, вісім видів ковили степової, шоломниця східна, житняк понтійський.

### Фауна
Не менш різноманітним є і тваринний світ Карадагу. Загальна кількість видів зареєстрованих тут тварин становить 5300 видів. Серед них 146 видів молюсків, 196 — ракоподібних, 500 — павукоподібних, 3000 — комах. Тут відмічено мешкання 402 видів хордових тварин, серед яких: 7 видів асцидій, 114 видів риб, 4 — земноводних, 9 — плазунів, 231 — птахів та 35 — ссавців. На території заповідника мешкають 30 ендемічних видів тварин, 30 видів, занесених до Європейського червоного списку, 130 видів, занесених до Червоної книги України та 168 видів, що підлягають особливій охороні згідно з Бернською конвенцією. Фауна представлена 3375 видами комах (тільки метеликів 1659 видів). Список тварин кожен рік поповнюється за рахунок нових знахідок. Кількість морських тварин акваторії заповідника — 943 види.
Із комах у Червону книгу України занесено богомола емпузу смугасту, аскалафа строкатого, туруна кримського, бджолу-тесляра фіолетову, дибку степову, ембію реліктову, метеликів — бражника хорватського, карликового, шовкопряда Балліона, совку Трейчке, із ракоподібних — крабів трав'яного, кам'яного, мармурового та волохатого із риб — морського коника чорноморського, арноглося Кесслера, губаня зеленого, горбиля світлого, із плазунів — полоза жовточеревого та леопардового, із птахів — реготуна чорноголового, стерв'ятника, кроншнепа великого, дрофу, баклана довгоносого і малого, каравайку, грифа чорного, із ссавців — тушканчика великого, широковуха європейського, нічницю триколірну, нетопира середземноморського, підковоноса великого та інших.

## Наукова та освітня робота
У 1977 році у заповіднику було створено дельфінарій як експериментальну базу для наукових робіт із морськими ссавцями.
Заповідник є науково-дослідною установою, тут здійснюється вивчення стану біорізноманіття і моніторинг наземних і водних екосистем. Науковці заповідника беруть активну участь у поширенні знань про красу і багатство природи Карадагу, у заповіднику діють 2 екостежки: пішохідна (суходолом) та морська.
У 2004 році відкрито музей природи Карадагу.

## Галерея музею природи

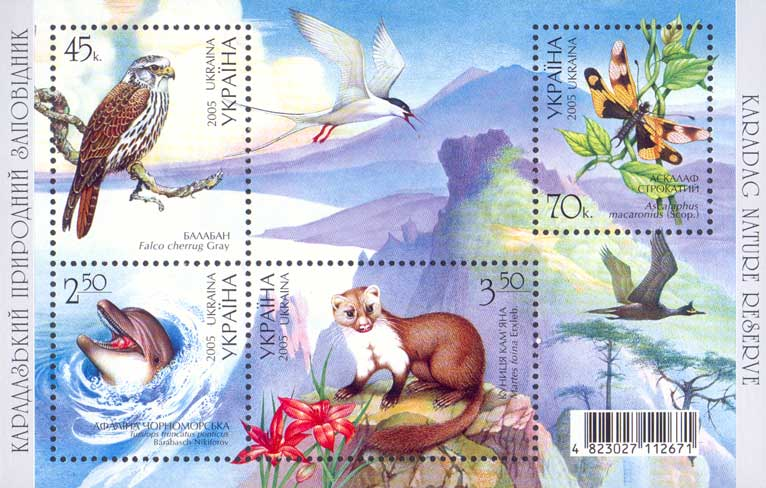
«Карадазький природний заповідник», поштові марки України (2005)

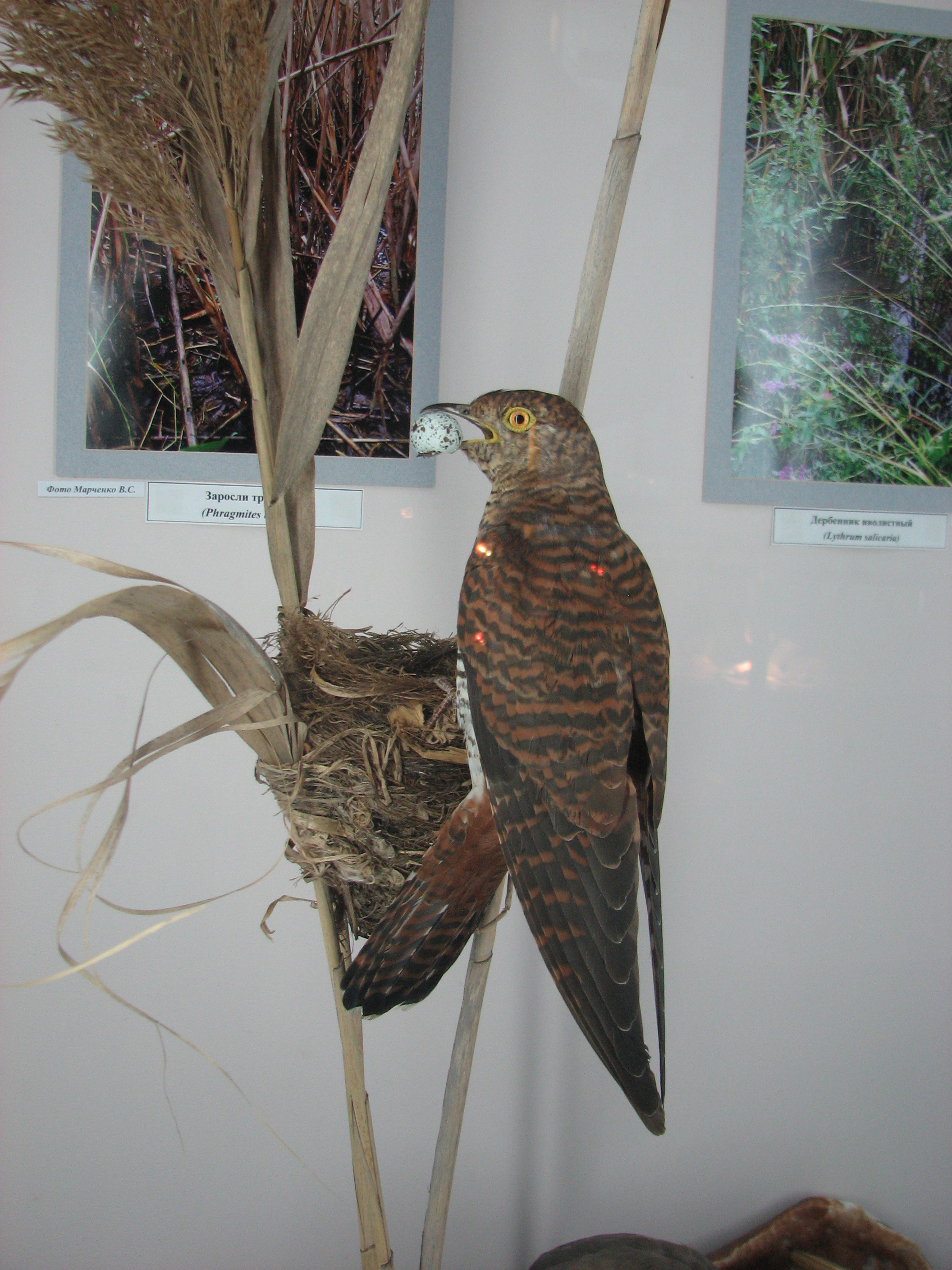
Зозуля біля гнізда очеретянки
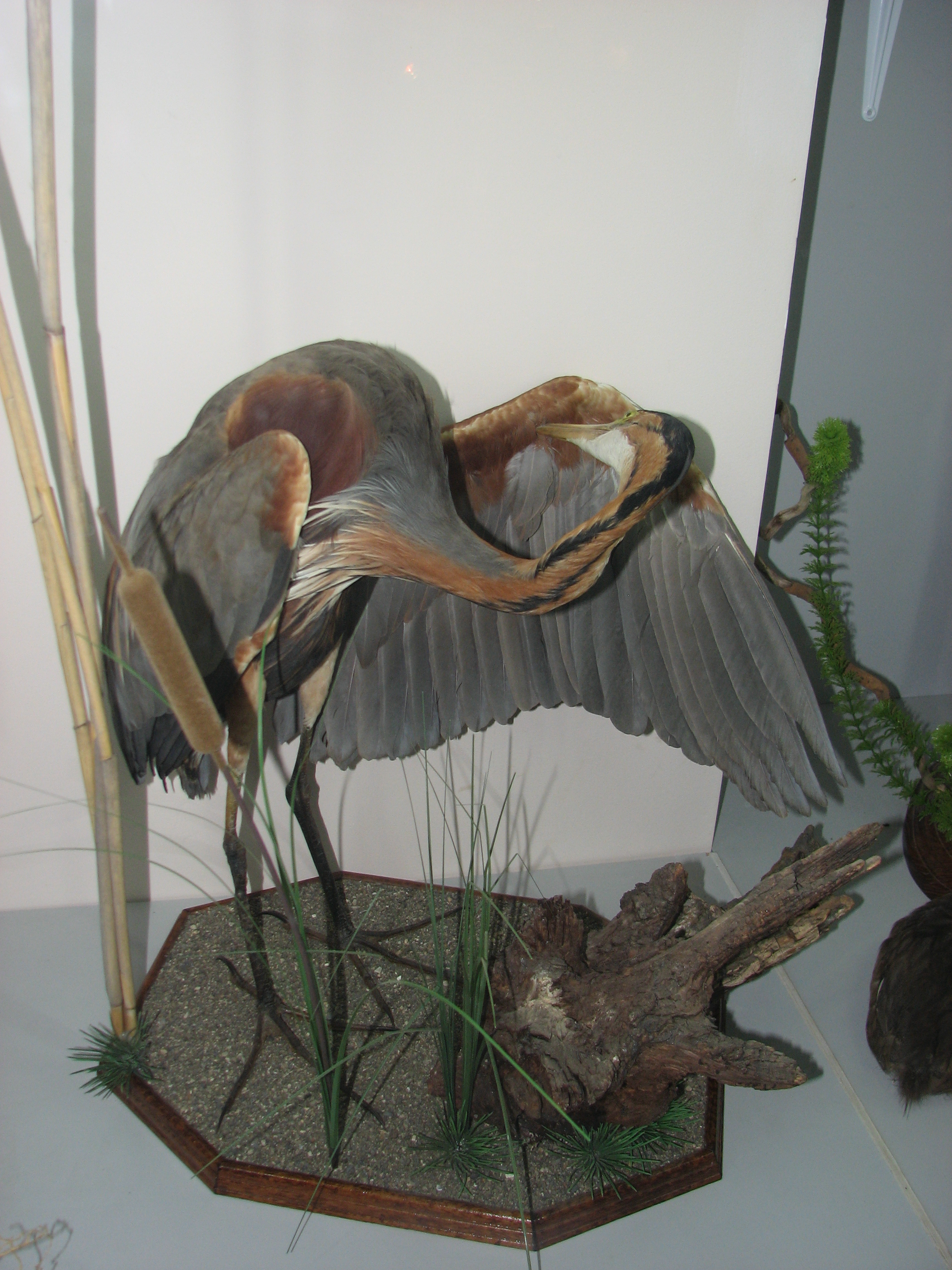
Чапля руда
- Орлан-білохвіст

## Морські краєвиди Карадагу

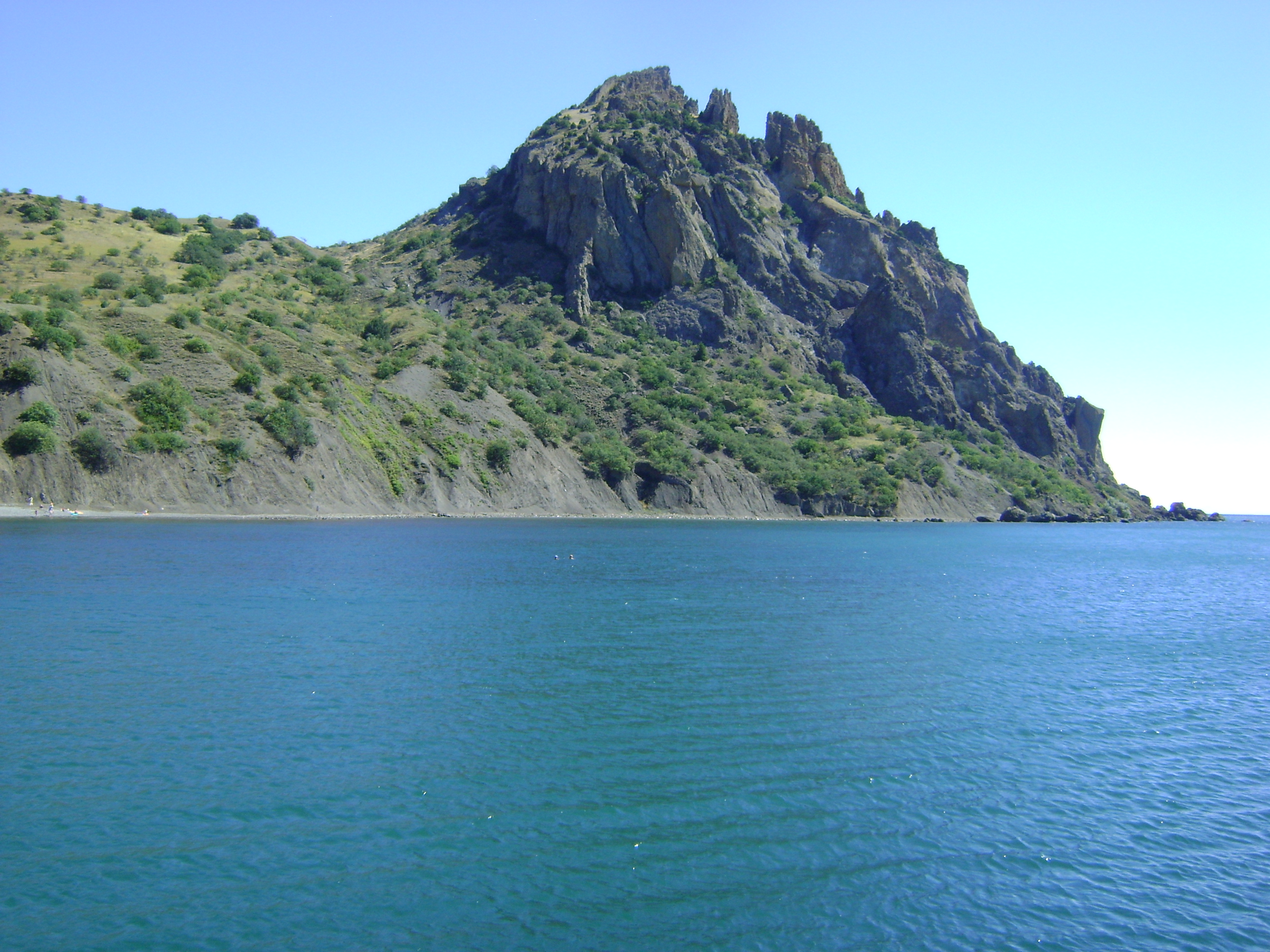
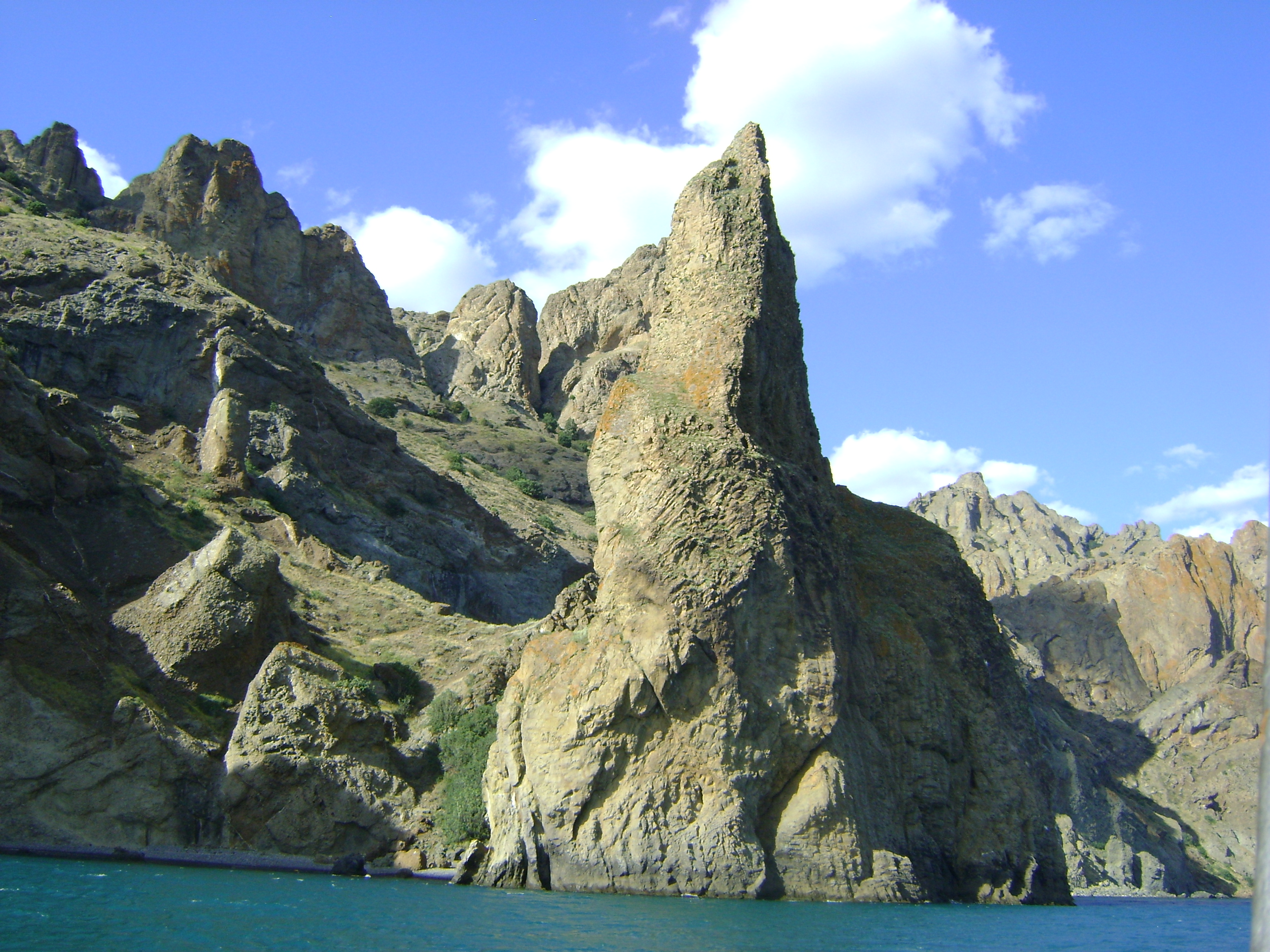
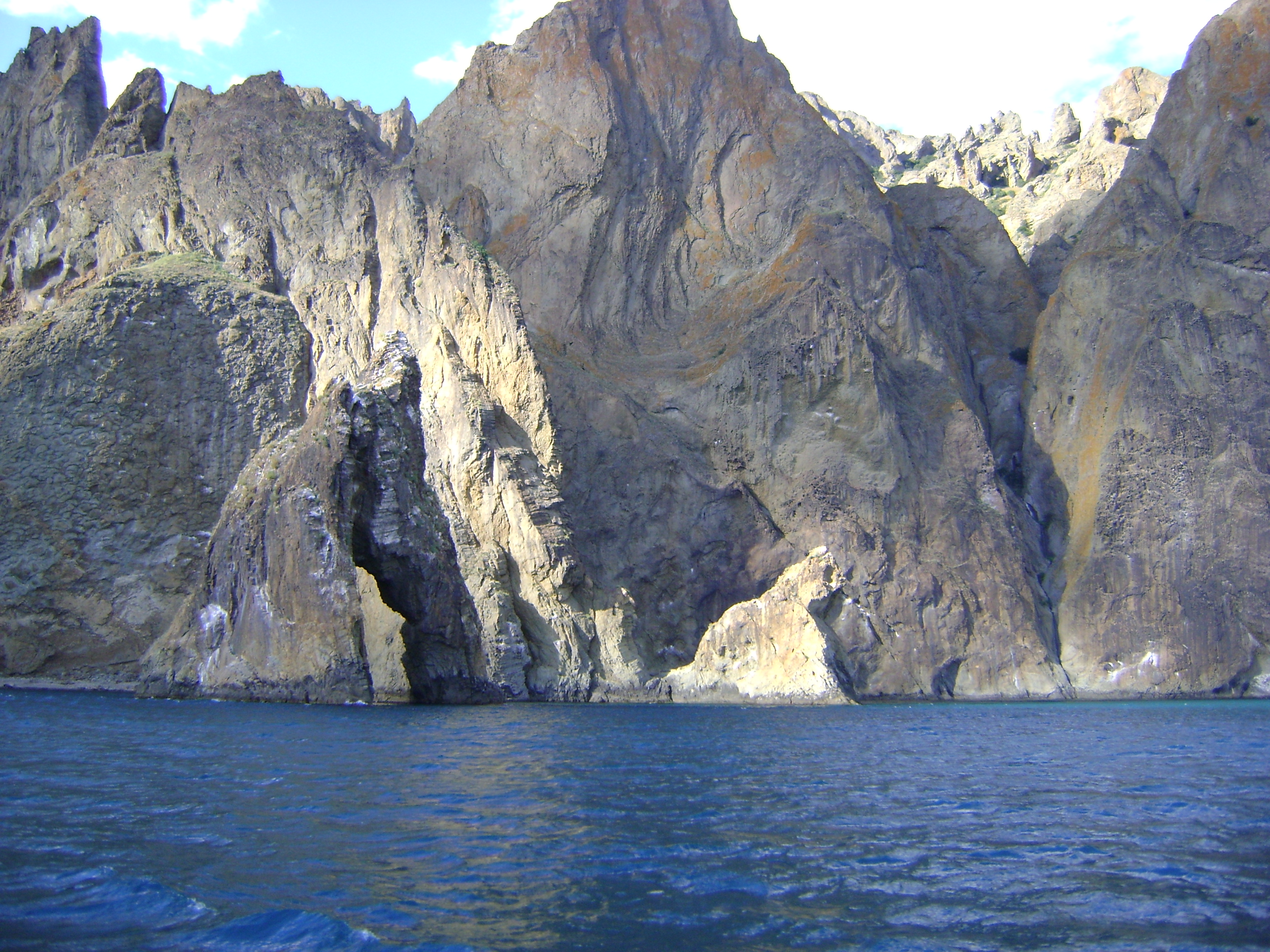
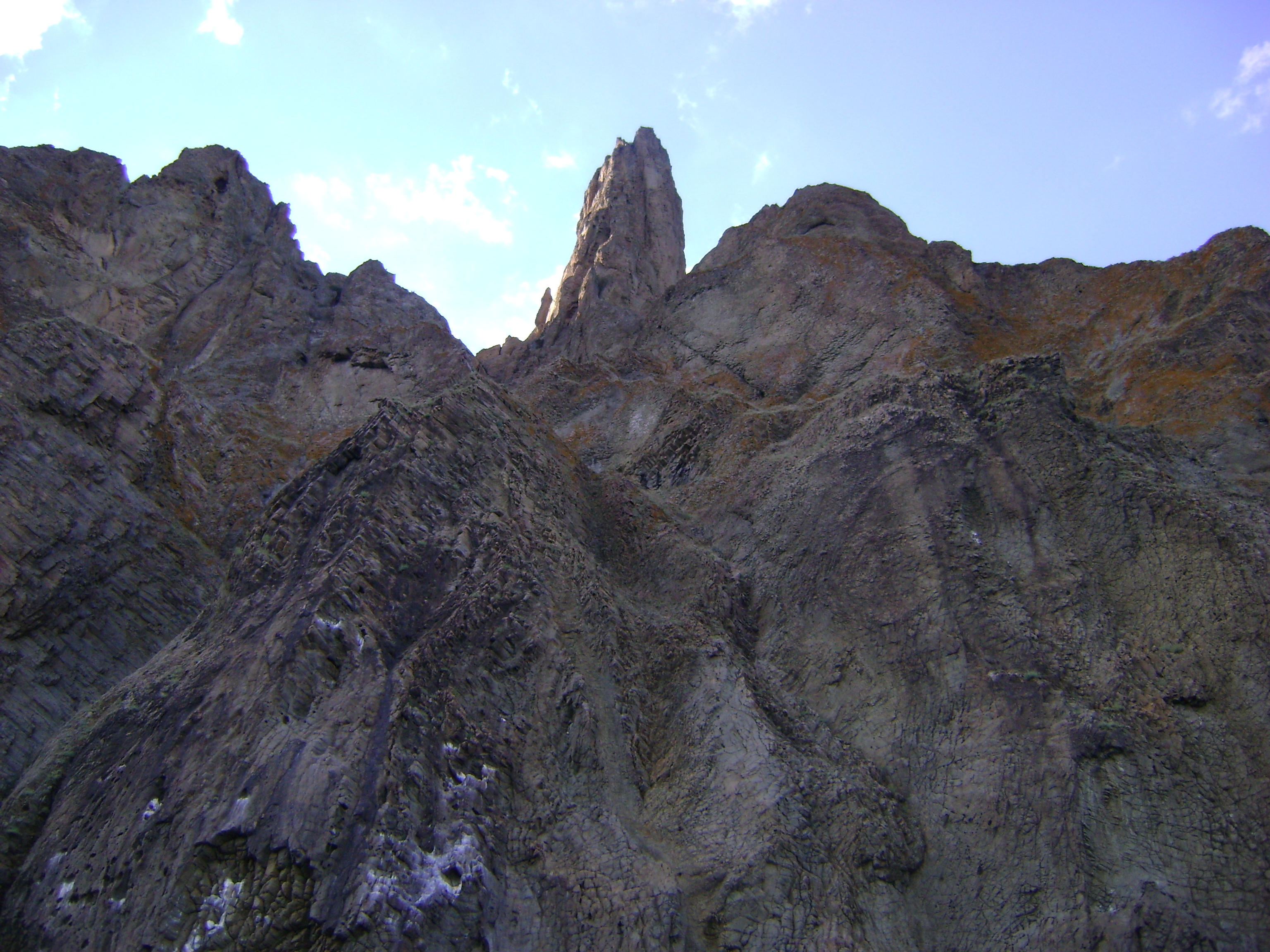

## Інтернет
- Офіційний сайт Карадазького природного заповідника Національної академії наук України [Архівовано 19 червня 2013 у Wayback Machine.]
- Карадазький природний заповідник. Відкрийте для себе Україну. Архів оригіналу за 10 січня 2008. Процитовано 29 квітня 2008.
- Заповедник Карадаг. koktebel.net. Архів оригіналу за 12 квітня 2008. Процитовано 29 квітня 2008. (рос.)
- Степи України [Архівовано 17 травня 2014 у Wayback Machine.]